# Saison 2017-2018 de la LNHF
Saison précédente Saison suivante
La saison 2017-2018 est la troisième saison de la Ligue nationale de hockey féminin (LNHF). La saison régulière voit quatre équipes jouer 16 parties. 
Les Metropolitan Riveters remportent la Coupe Isobel à l'issue des séries éliminatoires face au champions en titre les Beauts de Buffalo.

## Contexte
Les quatre mêmes équipes reviennent pour une troisième saison, sans changement de patinoires. Les Beauts jouent leur match d'ouverture au Bill Gray's Regional Iceplex dans les environs de Rochester, ainsi que certains matchs en zone neutre à Pittsburgh. 

## Saison régulière
| Clt   | Équipe                | PJ | V  | D  | DP | DF | BP | BC | Diff | Pts |
| ----- | --------------------- | -- | -- | -- | -- | -- | -- | -- | ---- | --- |
| +001, | Beauts de Buffalo     | 16 | 10 | 3  | 3  | -  | 54 | 38 | + 16 | 26  |
| +002, | Metropolitan Riveters | 16 | 12 | 4  | 0  | -  | 61 | 33 | +28  | 24  |
| +003, | Pride de Boston       | 16 | 4  | 8  | 4  | -  | 33 | 48 | -15  | 12  |
| +004, | Whale du Connecticut  | 16 | 1  | 12 | 3  | -  | 26 | 55 | - 29 | 7   |

- En gras : vainqueur de la saison régulière, qualifié pour la Coupe Isobel
- En italique : qualifié pour la Coupe Isobel

### Statistiques

#### Meilleures pointeuses
| Joueuse             | Équipe                | PJ | B  | A  | Pts | Pun |
| ------------------- | --------------------- | -- | -- | -- | --- | --- |
| Alexa Gruschow (en) | Metropolitan Riveters | 16 | 9  | 13 | 22  | 26  |
| Courtney Burke (en) | Metropolitan Riveters | 16 | 2  | 17 | 19  | 12  |
| Madison Packer (en) | Metropolitan Riveters | 12 | 10 | 8  | 18  | 12  |
| Rebecca Russo (en)  | Metropolitan Riveters | 16 | 9  | 8  | 17  | 0   |
| Jenny Ryan (en)     | Metropolitan Riveters | 15 | 3  | 13 | 16  | 10  |

#### Meilleures gardiennes
Ci-après les meilleures gardiennes de la saison régulière ayant joué au moins 300 minutes.
| Gardienne              | Équipe(s)             | PJ | V  | D  | Pr. | Min | BC | Moy  | %Arr | Bl |
| ---------------------- | --------------------- | -- | -- | -- | --- | --- | -- | ---- | ---- | -- |
| Katie Fitzgeraldk (en) | Metropolitan Riveters | 15 | 11 | 4  | 0   | 900 | 32 | 2,13 | 90,9 | 1  |
| Brittany Ott (en)      | Pride de Boston       | 13 | 4  | 6  | 3   | 769 | 32 | 2,50 | 91   | 1  |
| Amanda Leveille (en)   | Beauts de Buffalo     | 16 | 11 | 3  | 2   | 970 | 41 | 2,53 | 91,8 | 0  |
| Sydney Rossman (en)    | Whale du Connecticut  | 16 | 1  | 12 | 3   | 953 | 47 | 2,96 | 89,2 | 0  |

## Séries éliminatoires
La formule de la seconde saison est conservée et les séries se jouent en match à élimination directe.

### Tableau
|  | Demi-finales | Demi-finales | Demi-finales | Demi-finales |   |              | Finale de la Coupe Isobel | Finale de la Coupe Isobel | Finale de la Coupe Isobel | Finale de la Coupe Isobel |
|  |              |              |              |              |   |              |                           |                           |                           |                           |
|  |              |              |              |              |   |              |                           |                           |                           |                           |
|  | 1            | Metropolitan | 5            | 5            |   |              |                           |                           |                           |                           |
|  | 1            | Metropolitan | 5            | 5            |   |              |                           |                           |                           |                           |
|  | 4            | Connecticut  | 0            | 0            |   |              |                           |                           |                           |                           |
|  | 4            | Connecticut  | 0            | 0            | 4 | Metropolitan | 0                         | 0                         |                           |                           |
|  |              |              |              |              | 4 | Metropolitan | 0                         | 0                         |                           |                           |
|  |              |              | 2            | Buffalo      | 1 | 1            |                           |                           |                           |                           |
|  | 2            | Buffalo      | 2            | Buffalo      | 1 | 1            | 3                         | 3                         |                           |                           |
|  | 2            | Buffalo      |              |              |   |              |                           | 3                         |                           |                           |
|  | 3            | Buffalo      | 2            | 2            |   |              |                           |                           |                           |                           |
|  | 3            | Buffalo      | 2            | 2            |   |              |                           |                           |                           |                           |

### Demi-finales
| 18 mars 2018 | Whale du Connecticut | 0-5 (0-1, 0-1, 0-5) | Metropolitan Riveters |  |

| Feuille de match          | Feuille de match | Feuille de match | Feuille de match | Feuille de match |
| ------------------------- | ---------------- | ---------------- | ---------------- | ---------------- |
|                           |                  |                  |                  |                  |
| Keira Goin Sydney Rossman | Gardiens         | Katie Fitzgerald |                  |                  |
| 10 min                    | Pénalités        | 12 min           |                  |                  |
| 26                        | Tirs             | 18               |                  |                  |

| 17 mars 2018 | Pride de Boston | 2-3 (pr) (1-1, 1-0, 0-1, 0-1) | Beauts de Buffalo |  |

| Feuille de match | Feuille de match | Feuille de match | Feuille de match | Feuille de match |
| ---------------- | ---------------- | ---------------- | ---------------- | ---------------- |
|                  |                  |                  |                  |                  |
| Brittany Ott     | Gardiens         | Amanda Leveille  |                  |                  |
| 8 min            | Pénalités        | 14 min           |                  |                  |
| 40               | Tirs             | 37               |                  |                  |

### Finale
| 25 mars 2018 | Beauts de Buffalo | 0-1 (0-1, 0-0, 0-0) | Metropolitan Riveters |  |

| Feuille de match | Feuille de match | Feuille de match | Feuille de match | Feuille de match |
| ---------------- | ---------------- | ---------------- | ---------------- | ---------------- |
|                  |                  |                  |                  |                  |
| Amanda Leveille  | Gardiens         | Katie Fitzgerald |                  |                  |
| 16 min           | Pénalités        | 2 min            |                  |                  |
| 18               | Tirs             | 22               |                  |                  |

## Effectif champion
L'effectif des Metropolitan déclaré champion de la Coupe Isobel est le suivant  :
- Gardiennes de but : Katie Fitzgerald, Kimberly Sass, Sarah Bryant
- Défenseures : Ashley Johnston, Courtney Burke, Jenny Ryan, Kelsey Koelzer, Kiira Dosdall, Michelle Picard, Rebecca Morse
- Attaquantes : Alexa Gruschow, Bray Ketchum, Cheeky Herr, Erika Lawler, Harrison Browne, Hillary Crowe, Kelly Nash, Lauren Wash, Lindsey Hylwa, Madison Packer, Miye D'Oench, Rebecca Russo, Tatiana Rafter

## Récompenses

### Individuelles
| Trophée                                                                                   | Vainqueur |
| ----------------------------------------------------------------------------------------- | --- |
| Most Valuable Player Joueuse la plus Utile                                                | Alexa Gruschow (Metropolitan Riveters) |
| Gardienne de l'année                                                                      | Amanda Leveille (Beauts de Buffalo) |
| Défenseure de l'année                                                                     | Courtney Burke (Metropolitan Riveters) |
| Perseverance Award Persévérance, esprit sportif et implication                            | Jillian Dempsey (Pride de Boston) |
| Meilleure pointeuse                                                                       | Alexa Gruschow (Metropolitan Riveters) |
| Fondation LNHF Implication dans la communauté                                             | Lexi Bender (Pride de Boston) Jacquie Greco (Beauts de Buffalo) Rachael Ade (Whale du Connecticut) Michelle Picard (Metropolitan Riveters) |
| NWHL Fans’ Three Stars of the Season Trois étoiles de la saison selon les fans de la LNHF | Hayley Scamurra (Beauts de Buffalo) Sophia Agostinelli (Whale du Connecticut) Harrison Browne (Metropolitan Riveters)                      |

Une nouvelle distinction est introduite, intitulée en anglais Rookie/Newcomer of the Year, soit la « Recrue de l'année  » elle est remportée pour la première fois par Hayley Scamurra des Beauts de Buffalo.

### Collectives
| Trophée                           | Équipe                |
| --------------------------------- | --------------------- |
| Vainqueur saison régulière        | Beauts de Buffalo     |
| Coupe Isobel Vainqueur des séries | Metropolitan Riveters |